# 부트스트랩 모형
부트스트랩 모형(bootstrap model)은 양자 색역학 이전에 통용되던 물리 모형으로, 일반론으로부터 복잡한 이론을 완성하고자 하는 연구 분야이다.

## 같이 보기
- 툴리오 레제